# Pāvels Švecovs
Pāvels Švecovs (4 settembre 1994) è un pentatleta lettone.

## Biografia
Il suo primo allenatore è stato Valērijs Cvetkovs.
Ha partecipato agli europei di Minsk 2017, Székesfehérvár 2018 e Bath 2019 in cui si è piazzato rispettivamente 10º, 14º e 35º.
Ha rappresentato la Lettonia ai Giochi olimpici estivi di Tokyo 2020, completando la gara maschile al 14º posto.
Ai mondiali di Il Cairo 2021 ha ottenuto il 26º posto nella qualificazione C.